# Sphoeroides dorsalis
Sphoeroides dorsalis är en fiskart som beskrevs av Longley 1934. Sphoeroides dorsalis ingår i släktet Sphoeroides och familjen blåsfiskar. Inga underarter finns listade i Catalogue of Life.